# Esports de boles

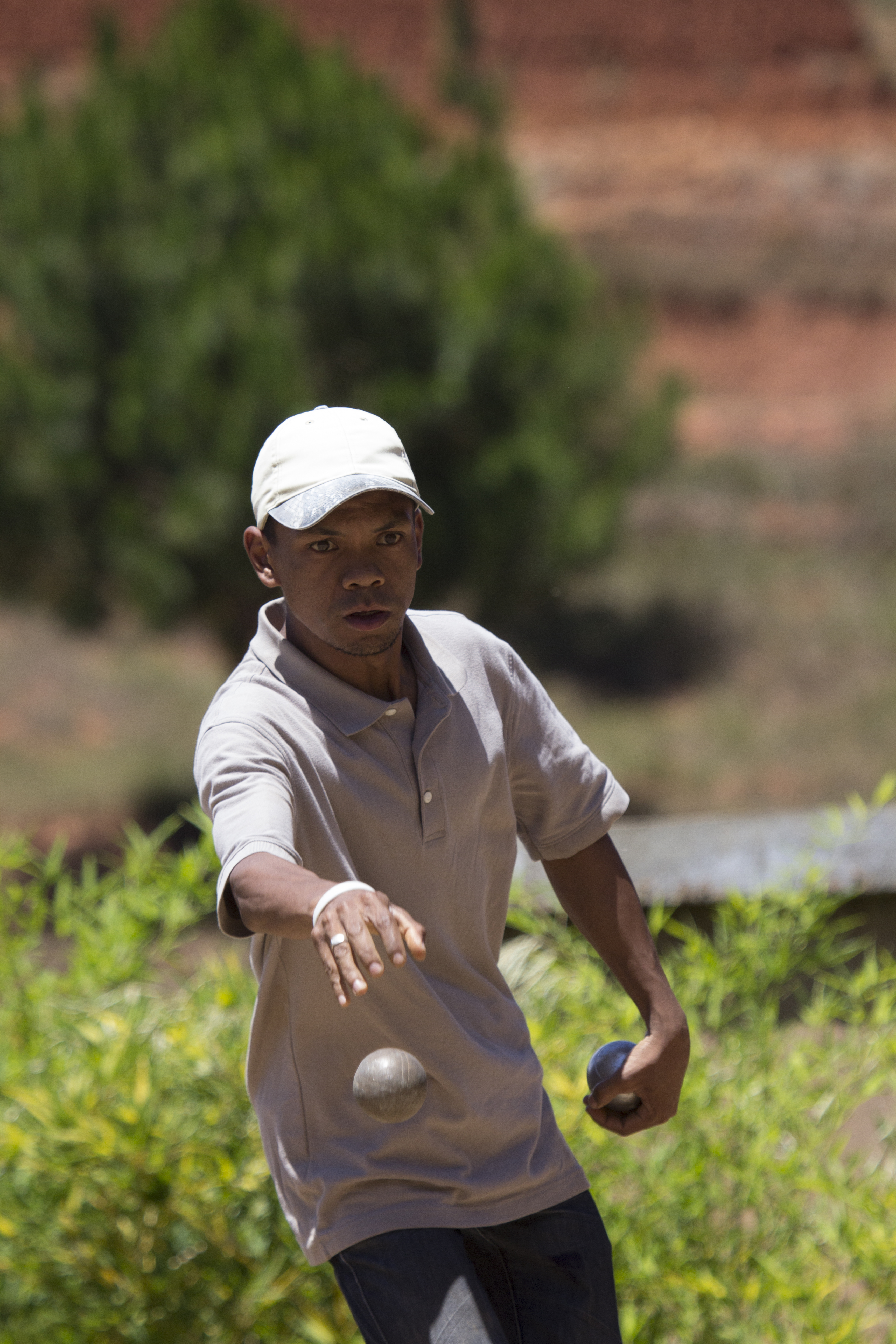
Un home fa un llançament en una partida de petanca.

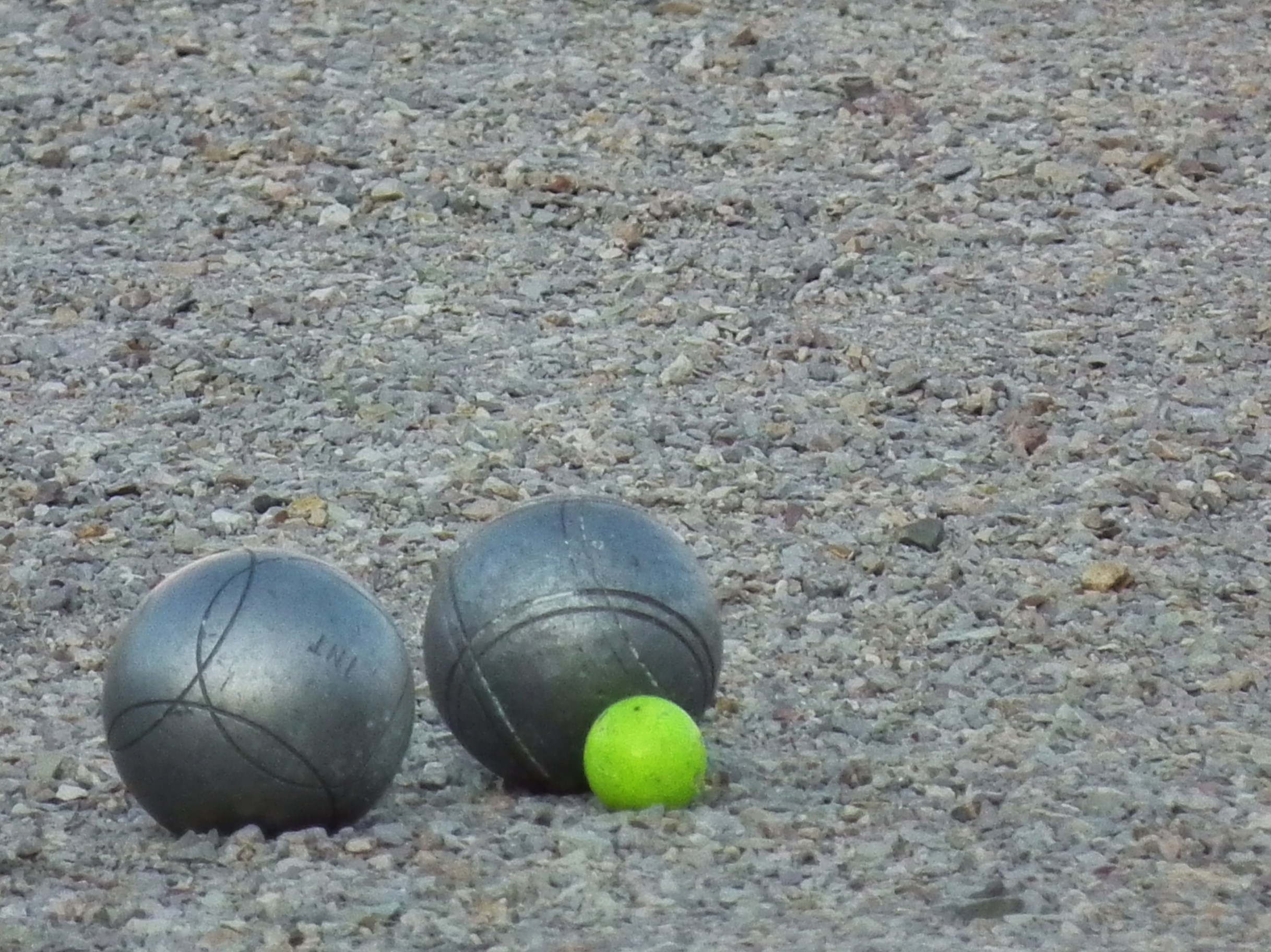
Boles per jugar a la petanca.

Els esports de boles és un nom col·lectiu pels esports practicats amb boles i botxes que són llençades per acostar-les el més a prop possible a una de més petita.
Els jocs de boles són tradicionals i populars en molts països europeus i també són populars en algunes antigues colònies franceses d'Àfrica i Àsia. Els jocs de petanca es juguen sovint en espais oberts (places i parcs) a pobles i ciutats. Les zones de joc acostumen a ser pistes rectangulars grans i planes, fetes de terra aplanada, grava o pedra picada, tancades amb taulons de fusta.

## Història

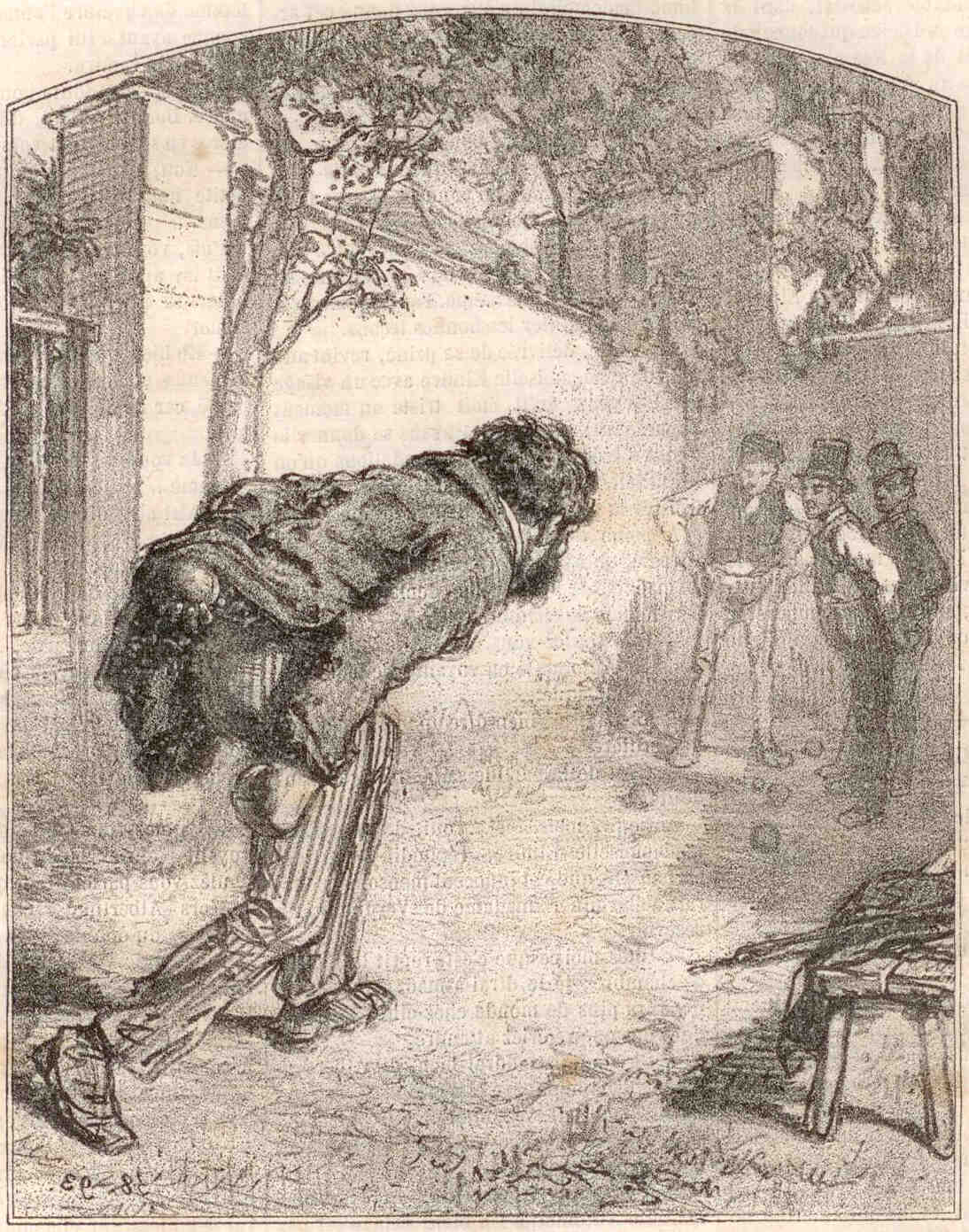
Jugador de boles, de Paul Gavarni, 1858.

Ja al segle VI aC, els antics grecs jugaven a llançar monedes, després pedres planes i, posteriorment, boles de pedra intentant que anessin el més lluny possible. Els antics romans van modificar el joc de manera que l'objectiu va passar a ser apropar-se el més possible a un objecte petit. Aquesta variació romana va ser portada a Provença per soldats i mariners romans. Un sepulcre romà de Florència mostra a la gent jugant a aquest joc, inclinant-se per mesurar els punts.
Després dels romans, les boles de pedra van ser substituïdes per boles de fusta. A l'edat mitjana, Erasme de Rotterdam referia al joc com a globurum en llatí, però es coneixia com a "boles" i es jugava a tot Europa. Enric III d'Anglaterra va prohibir el joc dels seus arquers: volia que practiquessin tir amb arc, no jugant a petanca. Al segle xiv, Carles IV de França i Carles V de França van prohibir l'esport als plebeus; només al segle XVII es va aixecar la prohibició.
Al segle xix, a Anglaterra, el joc s'havia convertit en bitlles. A França es coneixia com boules i es jugava a tot el país. L’artista francès Meissonnier va fer dues pintures que mostraven gent jugant al joc i Honoré de Balzac va descriure un partit a La Comédie Humaine.
Al sud de França, el joc es va convertir en jeu provençal boule lyonnaise, en què els jugadors feien rodar les boles o feien tres passos abans de llançar una bola. El joc va ser molt popular a França a la segona meitat del segle xix, el primer club oficial es va establir a França el 1854. Es jugava de manera informal en pobles de tota la Provença, generalment en places de terra a l’ombra dels plàtans. Partits de jeu provençal al començament del segle XX es descriuen memorablement a les memòries de Marcel Pagnol.
El 1910, una branca d'aquest jeu provençal anomenada petanca es va desenvolupar a la ciutat de La Ciotat, a la Provença. Finalment es va convertir en l'esport de petanca dominant a França i es va passar a jugar en altres països europeus.

## Jocs
El mateix joc es pot conèixer amb noms diferents en diferents idiomes i ubicacions o es pot utilitzar el mateix nom per a diferents variacions locals d’un joc.
- Botxes és l'esport ancestral de la majoria de jocs. Es tracta d’un joc que fa servir boles de fusta i una tècnica de llançament d’execució.
- Petanca va evolucionar originalment a partir del jeu provençal com a adaptació per a un jugador amb discapacitat a les cames. No obstant això, es va popularitzar ràpidament entre tots els jugadors. És un joc de llançament que utilitza boles de metall, però no hi ha una carrera prèvia. Els peus dels jugadors han de romandre fermament a terra.
- Boule lyonnaise és un joc de llançament que utilitza boles de metall i una carrera força complicada.
- Boccia és una forma de petanca adaptada per a jugadors amb cadires de rodes.
- Bolas criollas és un joc de petanca que es juga a Veneçuela
- Bols és un joc britànic
- Jeu provençal o Boule lyonnaise
- Punto, raffa, volo és un tipus de petanca d'Itàlia que té una CBI Confederazione Boccistica Internazionale.

## Organitzacions internacionals
La Confédération Mondiale des Sports de Boules (CMSB) va ser creada el 21 de desembre de 1985 a Mònaco per tres organitzacions internacionals de boles amb el propòsit de fer pressió al comitè olímpic perquè els esports de boles formessin part dels Jocs Olímpics d’estiu. Fins ara, els seus esforços han fracassat. Les organitzacions eren CBI, FIB Fédération Internationale de Boules (Boule Lyonnaise) i FIPJP Federació Internacional de Petanca i Jeu Provençal (petanca).